# Campanha nas Ilhas Gilbert e Marshall
A Campanha nas ilhas Gilbert e Marshall foi uma série de batalhas travadas de novembro de 1943 a fevereiro de 1944 entre os Estados Unidos e o Império do Japão durante a Guerra do Pacífico na Segunda Guerra Mundial. Foi a primeira de uma série de ofensivas Aliadas no Pacífico central encabeçadas pela Frota do Pacífico e pelo Corpo de Fuzileiros Navais dos Estados Unidos. O objetivo era estabelecer aeródromos e bases navais que permitiriam apoio aéreo e naval para as próximas operações aliadas no Pacífico. A Operação Galvânica e a Operação Kourbash foram os nomes de código para a campanha nas Ilhas Gilbert (atual Kiribati) que incluiu as apreensões de Taraua e Makin, durante a Batalha de Tarawa de 20 a 23 de novembro e a Batalha de Makin de 20 a 24 de novembro de 1943. A Operação Flintlock e a Operação Catchpole visavam capturar bases japonesas em Kwajalein (Batalha de Kwajalein), Eniwetok e Majuro nas Ilhas Marshall. A campanha foi precedida por um ataque à Ilha de Makin pelos Marines americanos em agosto de 1942.
As bases do Exército Imperial Japonês nas ilhas Gilbert e Marshall marcavam a linha do perímetro das defesas externas que protegiam o Japão. A campanha foi sucedida pela campanha nas ilhas Marianas Palau logo no verão seguinte.